# Umar Sadiq
Umar Sadiq (* 2. Februar 1997 in Kaduna) ist ein nigerianischer Fußballspieler.

## Karriere

### Verein
Sadiq begann seine Karriere beim Abuja FC. 2013 wechselte er nach Italien zum Zweitligisten Spezia Calcio. 2015 wurde er an den Erstligisten AS Rom verliehen, für den er im November 2015 in der Serie A debütierte. Die Roma verpflichtete Sadiq fest, verlieh ihn in der Saison 2016/17 jedoch an den FC Bologna. Im Sommer 2017 folgte eine weitere Leihe zum FC Turin. Im Januar 2018 endete die Leihe und Umar wurde an NAC Breda verliehen. Im Juli 2018 wechselte Umar Leihweise zu den Glasgow Rangers nach Schottland. Nachdem er nur einmal zum Einsatz gekommen war, wurde die Leihe zu den Rangers vorzeitig aufgelöst und Umar wurde weiter an den italienischen Zweitligisten AC Perugia Calcio verliehen. Schließlich war Partizan Belgrad seine letzte Station als Leihspieler; er wurde anschließend fest verpflichtet. 2020 ging er in die spanische zweite Liga zu UD Almería und wurde seinem Ruf als Torjäger gerecht. Nachdem er mit der Mannschaft 2022 Zweitligameister wurde und somit aufstieg, wechselte er zu Real Sociedad San Sebastián.

### Nationalmannschaft
Nachdem Sadiq 2016 bei den Olympischen Spielen in allen sechs Partien zum Einsatz gekommen war und mit der Mannschaft die Bronzemedaille gewinnen konnte, wurde er 2022 erstmals in die A-Nationalmannschaft berufen. Er stand im Kader für den Afrika-Cup 2022 und kam in allen vier Spielen zum Einsatz. Bei seinem Startelfdebüt im Vorrundenspiel gegen Guinea-Bissau gelang ihm ein Tor.